# Nexus S
是一款由Google设计，三星电子生产的Android系统智能手机。2010年11月15日由Google CEO埃里克·施密特于Web 2.0峰会宣布，搭载Android 2.3操作系统。它是第一个软件和硬件均支持近場通信（NFC）的Android设备。
2010年12月7日，Google在其官方网站正式发布Nexus S。这是Google在与HTC合作推出Nexus One之后第二款Nexus系列的产品，手机在美国将于2010年12月16日发售，在英国12月20日发售。

## 硬件
Nexus S由Google Android团队设计，三星生产。手机基于三星Galaxy S开发，配有4.0英寸Super AMOLED显示屏（另有Super Clear LCD版本）和三星Contour Display曲面玻璃屏，1GHz Hummingbird（蜂鸟）处理器，512 MB内存，不支持扩展。手机内置三轴陀螺仪、加速计、数字罗盘、触觉反馈、光线感应器、距离感应器，支持Wi-Fi 802.11 n/b/g，Bluetooth 2.1+EDR，近场通讯（NFC）等技术。
手机宽63毫米，高123.9毫米，厚度10.88毫米，重129克，配备一块1500毫安时锂离子电池，3G模式下可通话6.7小时（2G为14小时），待机17.8天（2G为29.7天）。支持GSM和WCDMA网络模式。

## 软件
Nexus S搭载了Android 2.3操作系统，该操作系统的改进主要体现在细节方面，新的用户界面进行了多项改进，消息栏由灰色更换为黑色以节约电量，优化过的虚拟键盘可提供自动纠错和输入建议，全新的复制粘贴功能更人性化，电源管理功能被优化以延长待机时间，新开发的噪音消除软件可以提升通话质量。Android 2.3原生支持互联网电话功能，支持VoIP向SIP地址呼叫。
手机搭载了一系列Google服务，包括Android Market、Google搜索、Calendar、Gmail、Google Earth、带有導航的Google Maps、Google Talk、Google Voice、Voice Actions、YouTube等，不包含任何的第三方OEM和运营商定制内容和应用。

## 定价和发布日期
Nexus S于2010年12月7日正式发布，2010年12月16日在美国百思买等零售店上市，裸机价为529美元，签约T-Mobile两年合约售价为199美元。12月20日在英国市场上市，裸机价为600欧元。

## 命名
Nexus S在很长一段时间内被媒体称为“Nexus Two”，有传言称Nexus Two将搭配Android 3.0。2010年11月15日，在Web 2.0峰会中Google CEO施密特首次在公开场合展示Nexus S，并介绍了手机的一些新功能。后有消息人士表示三星不喜欢“Two”，“它们不想成为第二”，因此手机定名为Nexus S。